# Sebastiano Caboto
Sebastian Cabot či též Sebastiano Caboto (* asi 1474, asi Benátky – asi 1557, Londýn) byl italský cestovatel a mořeplavec. Syn cestovatele Johna (Giovanniho) Cabota. Působil především v anglických a španělských službách. V roce 1544 vytvořil mapu světa obsahující nové objevy.

## Život
Jeho otec John Cabot dostal roku 1496 od anglického krále Jindřicha VII. právo hledat nové země pro Britské impérium. Druhé výpravy Johna Cabota, jež vyplula v roce 1498 z Bristolu, se zúčastnil již i jeho syn Sebastian. Výprava mířila na Island, ale v důsledku bouří a také vzpour na palubě plula nejspíše kolem Grónska, Labradoru a možná i kolem Severní Karolíny.
V roce 1503 již Sebastian velel vlastní výpravě. Mířila k Labradoru. Do Londýna pak přivezl skupinu Eskymáků, kteří se stali senzací. Kolem roku 1508 se vydal na další cestu. Chtěl najít průliv, kterým by šlo doplout do Číny (tehdy nazývané Kataj). Výprava doplula až k Hudsonovu zálivu, ale pak se musela vrátit. Na další cestu nesehnal Cabot v Anglii peníze.
Zklamaný z přístupu anglických kupců se tak v roce 1512 obrátil na španělského krále Karla V. a nabídl mu své služby. Nejprve pracoval v kartografickém ústavu Casa de Contractión v Seville. V roce 1526 se však vrátil i na moře. Výprava, jíž velel, obeplula Patagonii, pronikla k Molukám a v roce 1527 do ústí řeky La Plata. Zde mořeplavci přestoupili na menší plavidla a vydali se proti toku řeky Paraná. V roce 1528 se dostali k soutoku s řekou Paraguay. U soutoku Paraguaye s Río Bermejo se cestovatelé dostali do konfliktu s indiány. Indiáni poté zničili pevnost Espirito Santo, klíčovou španělskou základnu, avšak Cabot nakonec dojednal mír.
Čekal ho však mnohem těžší souboj – s dalším cestovatelem Diego Garcíou, který v roce 1528 rovněž dorazil do ústí La Platy. Cabot pochopil, že García si bude chtít přivlastnit jeho zásluhy. V červenci 1530 se urychleně vrátil do Španělska. Skutečnost byla ještě horší, než čekal. Nejenže mu nebyly připsány zásluhy, ale byl dokonce zatčen a odsouzen. Od vyhnanství ho zachránila jen milost Karla V. Cabot ve Španělsku ještě chvíli zůstal, ale utrpěné ústrky a dvorské intriky ho přiměly k návratu do Anglie. Stalo se tak v roce 1548. Ač už na moře nevyplul, dočkal se zde konečně uznání a úcty.